# Александър Болшунов
Александър Болшунов (на руски: Александр Александрович Большунов) е руски ски бегач, трикратен олимпийски шампион, световен шампион и двукратен победител в Тур дьо Ски. На зимните олимпийски игри в Пекин през 2022 година печели три златни медала в ски бягането (30 км скиатлон, 50 км свободен стил и 4х10 км щафета), сребърен медал в 15 км класически стил и бронз в отборния спринт, като по този начин се превръща в една от звездите на тези игри.
Болшунов освен това е и световен шампион от 2021 година в скиатлона на 30 километрова дистанция. Първият руски носител на световната купа в ски бягането след разпада на СССР, като я печели през 2020 и 2021 година.
Четири години по-рано на зимните олимпийски игри в Пьонгчанг през 2018 година печели три сребърни медала (4х10 км щафета, отборен спринт и 50 км класически стил) и един бронзов в индивидуалния спринт.
Роден е в село Подивотие в Брянска област на няколко километра от границата с Украйна. Там започва и спортната си кариера заедно с баща си и негов първи треньор Александър Иванович Болшунов.

## Олимпийски медали
- Шампион (3): 30 км скиатлон, 50 км свободен стил и 4х10 км щафета - 2022 Пекин
- Сребро (1): 15 км класически стил - 2022 Пекин
- Сребро (3): 4х10 км щафета, отборен спринт и 50 км класически стил - 2018 Пьонгчанг
- Бронз (1): отборен спринт - 2022 Пекин
- Бронз (1): индивидуален спринт - 2018 Пьонгчанг